# Dakhla (Nyugat-Szahara)
Dakhla (arab: الداخلة , tamasek: ⴷⴷⴰⵅⵍⴰ, spanyol: Dajla / Villa Cisneros,) város a marokkói megszállás alatt levő Nyugat-Szahara atlanti-óceáni partján, egy keskeny félszigeten. Laâyounétól 550 km-re délre fekszik.

## Fekvése
A város egy 38 km hosszú és 4 km széles földnyelven fekszik, amely a parttal párhuzamosan délnyugatra húzódik, körülvéve Rio de Orót, az egyetlen öblöt a 875 km hosszú partszakaszon.

## Története
A területet ősidők óta berberek által lakott hely, akik a 12. században telepedtek le a Szaharában, később spanyol telepesek terjesztették ki idáig birodalmuk határait halászat céljából, a közeli Kanári-szigetekről. A spanyol halászok fókaprémkereskedők és -vadászok, bálnavadászok már 1500-tól folytatták halászati, főleg bálnavadászati tevékenységüket a Szahara partjai mentén Dakhla környékén, valamint főleg a Zöld-foki-szigetek és a Guineai-öböl környékén 1940-ig. 
E halászati tevékenységek negatív hatással voltak a vadon élő állatokra, számos faj, különösen a tengeri emlősök és madarak eltűnését vagy veszélybe sodrását okozva.
A gyarmati időszakban a spanyol hatóságok által Dakhla Río de Oro tartomány fővárosává lett, amely a spanyol Szaharaként a két régió egyike. Dakhlában a spanyolok katonai erődöt és egy modern katolikus templomot is építettek. A spanyol polgárháború idején az erődítményben egy fogolytábor is működött, többek között itt tartották bezárva a Kanári-szigetek egyik legnagyobb költőjeként számontartott Pedro García Cabrera (1905 – 1981) spanyol írót- és költőt is.
Az 1960-as években felépült Dakhla repülőtere is, amely Nyugat-Szahara három burkolt repülőterének egyike. Dakhlát 1976 januárjában hagyták el a spanyolok, 1975 és 1979 között Dakhla Tiris al-Gharbiyya mauritániai tartomány tartományi fővárosa volt, mivel Mauritánia annektálta Nyugat-Szahara déli részét. Dakhla repülőterét polgári repülőtérként a Royal Air Maroc (RAM), a Marokkói légitársaság használja.

## Éghajlata
| Hónap                          | Jan. | Feb. | Már. | Ápr. | Máj. | Jún. | Júl. | Aug. | Szep. | Okt. | Nov. | Dec. | Év   |
| ------------------------------ | ---- | ---- | ---- | ---- | ---- | ---- | ---- | ---- | ----- | ---- | ---- | ---- | ---- |
| Rekord max. hőmérséklet (°C)   | 33,0 | 33,9 | 37,0 | 37,2 | 42,0 | 36,0 | 38,9 | 39,0 | 41,8  | 39,6 | 37,0 | 31,6 | 42,0 |
| Átlagos max. hőmérséklet (°C)  | 20,9 | 22,7 | 23,7 | 23,3 | 24,0 | 24,8 | 25,7 | 26,5 | 27,4  | 26,6 | 25,1 | 22,5 | 24,4 |
| Átlagos min. hőmérséklet (°C)  | 13,3 | 13,8 | 14,7 | 14,9 | 15,8 | 16,7 | 17,5 | 18,3 | 18,8  | 18,0 | 16,6 | 14,5 | 16,1 |
| Rekord min. hőmérséklet (°C)   | 8,5  | 8,8  | 10,0 | 10,0 | 11,0 | 11,1 | 10,0 | 13,0 | 12,0  | 9,0  | 8,0  | 7,2  | 7,2  |
| Átl. csapadékmennyiség (mm)    | 2    | 3    | 1    | 0    | 0    | 0    | 1    | 2    | 11    | 6    | 3    | 10   | 40   |
| Havi napsütéses órák száma     | 254  | 246  | 276  | 276  | 307  | 291  | 267  | 273  | 249   | 254  | 240  | 242  | 3174 |
| Forrás: Deutscher Wetterdienst |      |      |      |      |      |      |      |      |       |      |      |      |      |

## Népessége
Népessége gyorsan növekszik. 
| Lakosok száma | 29 831 | 58 104 | 106 277 | 165 463 |
|               | 1994   | 2004   | 2014    | 2024    |

## Gazdaság

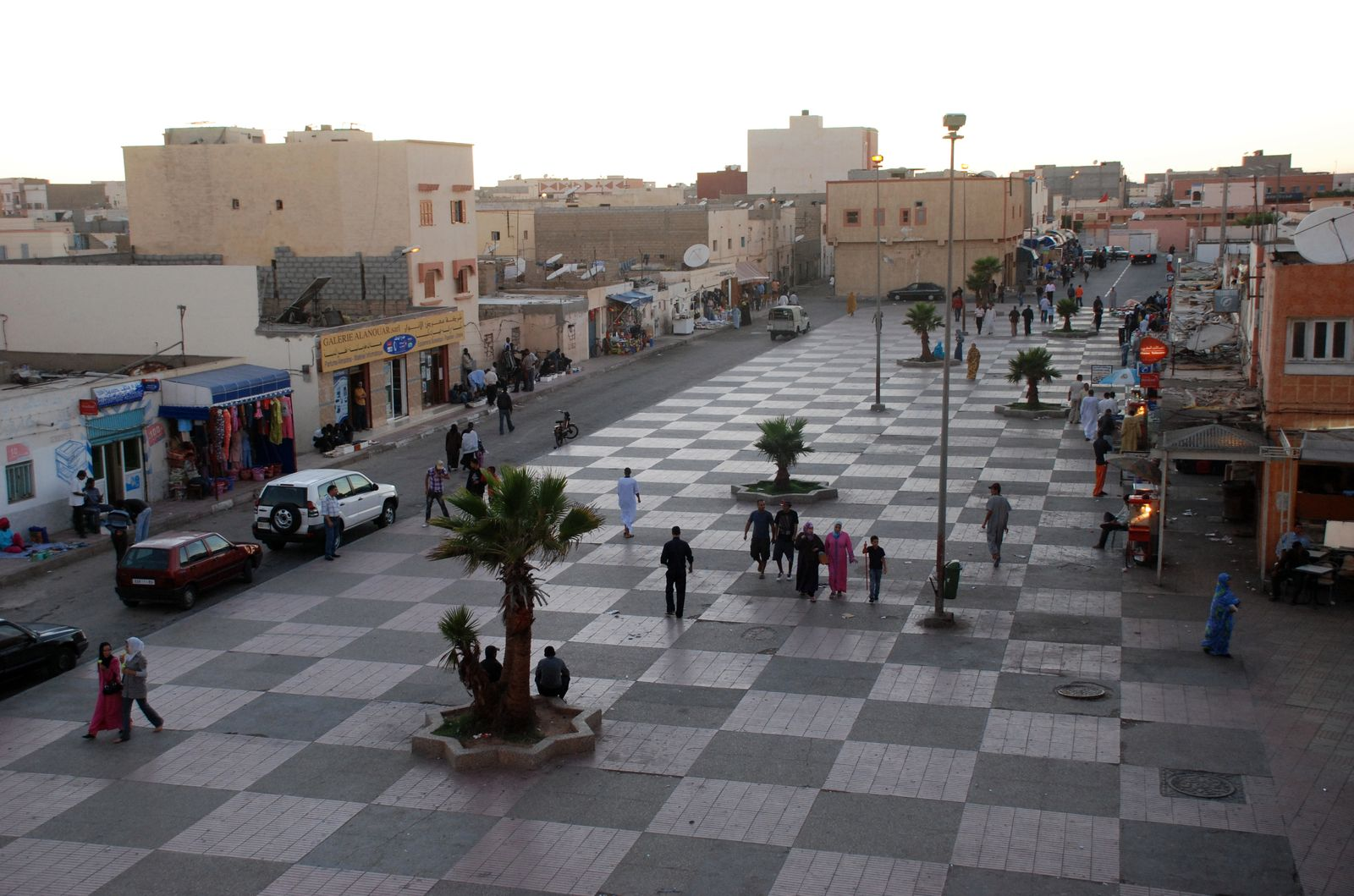
Belvárosi sétálóutca

A fő gazdasági ágazatok a halászat és a turizmus. Az elmúlt időszakban a város a vízisportok központja lett, mint például a kitesurf vagy a szörfvitorlázás.
Az osztrigatenyésztés hagyományos foglalkozás. Csúcskategóriás európai éttermekbe is exportálják.

## Természet
A Dakhla-félsziget és az innen DNy-ra fekvő Cintra-öböl a gázlómadarak fontos telelőhelye.

## Fordítás
- Ez a szócikk részben vagy egészben  a   Dakhla, Western Sahara című angol Wikipédia-szócikk fordításán alapul.  Az eredeti cikk szerkesztőit annak laptörténete sorolja fel. Ez a jelzés csupán a megfogalmazás eredetét és a szerzői jogokat jelzi, nem szolgál a cikkben szereplő információk forrásmegjelöléseként.